# Sapeur (militaire)
Pour les articles homonymes, voir sapeur et sapeur (pompier).

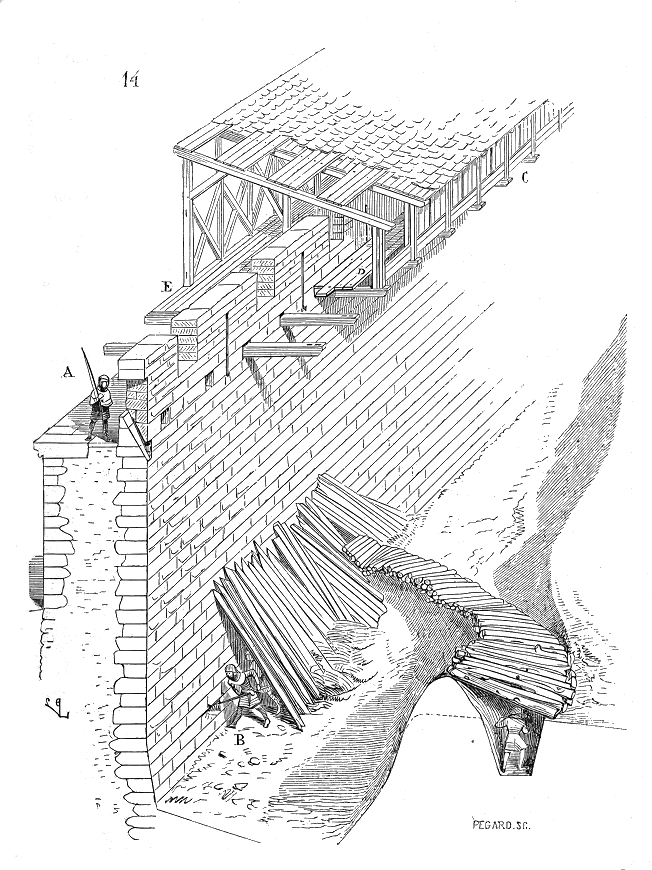
Sapeur attaquant la base d'une courtine.

Un sapeur est un soldat de l'arme du génie chargé de l'exécution des sapes, c'est-à-dire des ouvrages souterrains permettant de renverser un édifice ou bien encore des tranchées.

## Histoire
Les premiers sapeurs naissent en France : c'est Vauban qui le premier proposa, en 1669, la création d'emplois de sapeurs et c'est en 1671 qu'ils furent créés.

## Différenciation avec les mineurs

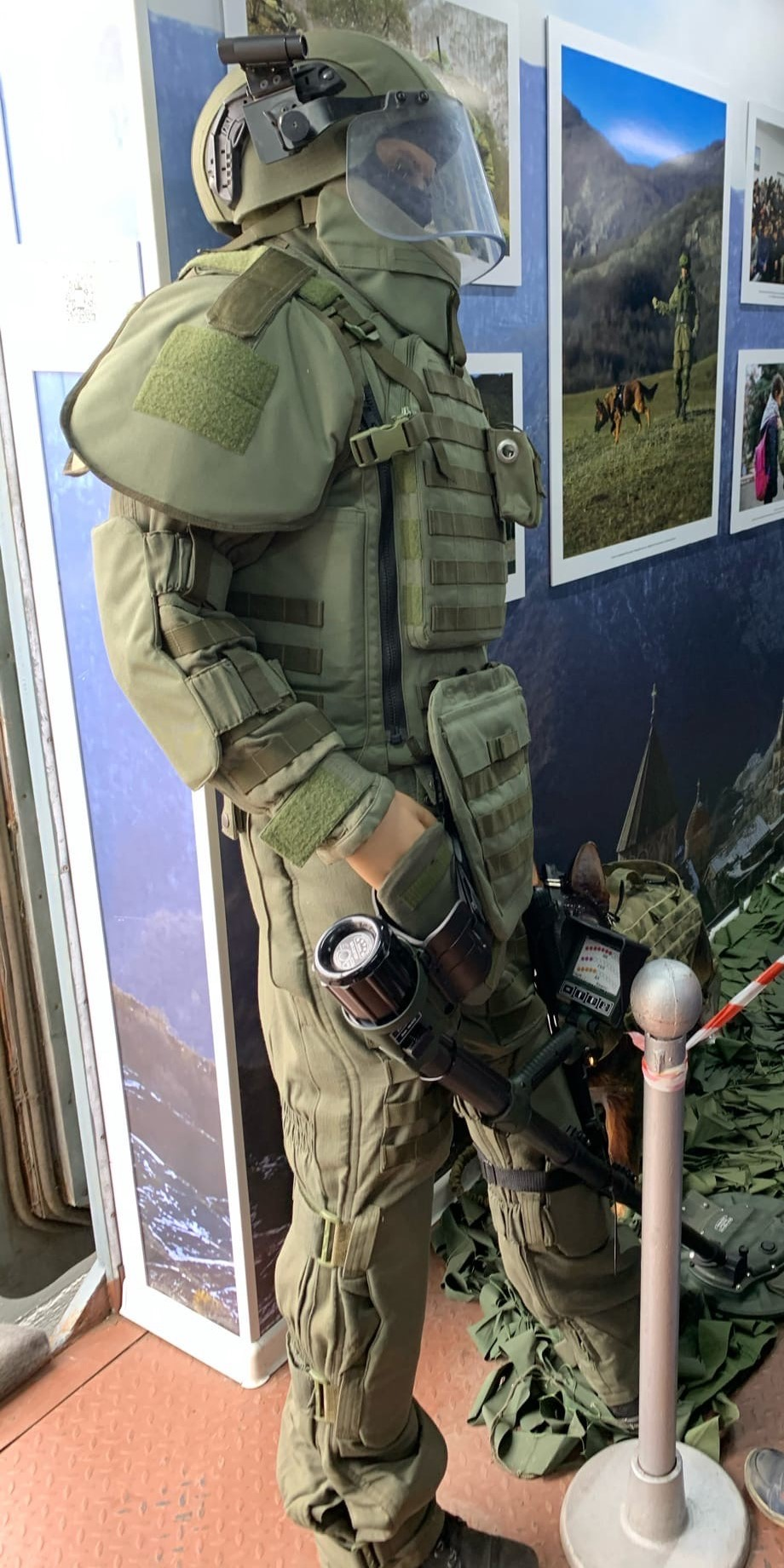
Équipement de sapeur moderne.

Le sapeur réalise les travaux de sape, tranchée creusée vers l'ennemi. Le mineur combat sous terre, et creuse la mine ou la contre-mine.

## Dans le monde

### France
Les sapeurs firent partie de l'artillerie à partir de 1720 jusqu'en 1729. Ils furent à nouveau incorporés dans les régiments d'artillerie en 1769, jusqu'en 1793 où ils retournèrent au sein du génie.
En France, les spécialités de sapeur et de mineur sont distinctes jusqu'au 1er janvier 1875. À cette date, la spécialité de mineur est dissoute. Les mineurs deviennent ouvriers de chemin de fer. L'appellation « sapeur-mineur » a pour seul but de maintenir la tradition.